# Germaine Rouillard
Germaine Rouillard (ur. 4 sierpnia 1888 w Argenton-sur-Creuse, zm. 1 września 1946 w Paryżu) – francuska historyk,  bizantynolog.
Doktorat uzyskała w 1923 roku. Była profesorem na Sorbonie. Jako pierwsza kobieta uzyskała katedrę w École pratique des hautes études. Specjalizowała się w papirologii i filologii bizantyńskiej. 

## Wybrane publikacje
- L'administration civile de l’Égypte byzantine, préface de Charles Diehl, P. Gauthier, Paris 1923.
- Les papyrus grecs de Vienne, inventaire des documents publiés, H. Champion, Paris 1923.
- Actes de Lavru, édition diplomatique et critique par Germaine Rouillard et Paul Collomp, [w:] Archives de l'Athos, t. 1, s. 897-1178, L. Lethielleux, Paris 1937.
- Les taxes maritimes et commerciales d'après les actes de Patnos et de Lavru [w:] Mélanges Charles Diehl, Paris 1932, t. 1, s. 277-289.
- La vie rurale dans l'Empire byzantin, Adrien Maisonneuve, Paris 1953.